# Le Cambout
Le Cambout (Aussprache [ləkɑ̃bu], bretonisch: Ar C’hembod) ist eine ehemalige französische Gemeinde mit 408 Einwohnern (Stand: 1. Januar 2022) im Département Côtes-d’Armor in der Region Bretagne. Sie gehörte zum Arrondissement Saint-Brieuc. Die Bewohner werden Cambutiades genannt.
Der Erlass des Präfekten vom 4. September 2024 legte mit Wirkung zum 1. Januar 2025 die Eingliederung von Le Cambout als Commune déléguée zusammen mit den früheren Gemeinden Plumieux und Coëtlogon zur Commune nouvelle Plumieux fest.

## Geografie

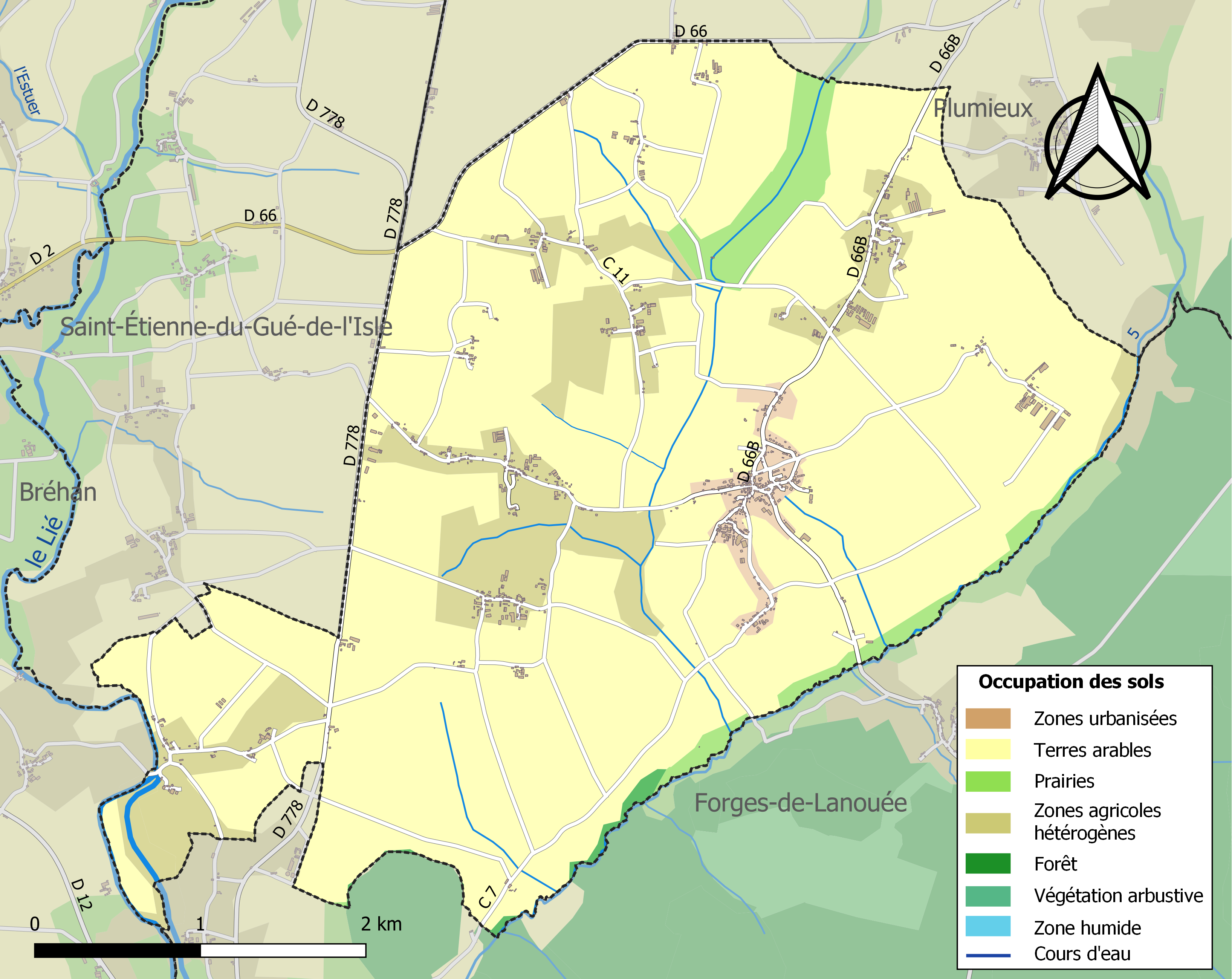
Bodennutzung und Infrastruktur von Le Cambout (2018)

Le Cambout ist der südlichste Ort des Départements Côtes-d’Armor. Er liegt etwa 52 Kilometer südsüdöstlich von Saint-Brieuc und etwa 70 Kilometer westlich von Rennes. Der Ort befindet sich in der Haute-Bretagne an der Grenze zum benachbarten Département Morbihan. Das Ortsgebiet wird hauptsächlich vom Lié im Südwesten und vom Ruisseau de Durbœuf im Südosten entwässert. Das Zentrum liegt auf einer Höhe von etwa 100 m. Das Relief des Gebiets ist relativ flach mit einer maximalen Erhebung von 137 m im Norden und minimal 50 m beim Austritt des Lié im Südwesten.
Teile des Gebiets von Le Cambout gehören zu der ZNIEFF-Naturzone „Forêts de Lanouée“ (530006826). Rund 98 % der Fläche von Le Cambout werden landwirtschaftlich genutzt, 2 % entfallen auf bebaute Flächen (Stand: 2018).
Umgeben wird Le Cambout von den drei Nachbargemeinden und der Commune déléguée:
|                                | Plumieux (Commune déléguée)                 |                              |
| Saint-Étienne-du-Gué-de-l’Isle | Kompassrose, die auf Nachbargemeinden zeigt |                              |
| Bréhan (Morbihan)              |                                             | Forges de Lanouée (Morbihan) |

## Toponymie und Geschichte
Cambout stammt offenbar vom bretonischen „Combot“ (Gebietseinteilung). Dieser Name „Cambout“ hat mehrere Mutationen erlebt: Quembot, Kembod, Quoubli, bevor er sich in Cambout stabilisiert. Experten der bretonischen Sprache sehen ihn in den bretonischen Wörtern „Kamm“ (Kurve) und „Bod“ („Coat oder Coët“ – Holz). So würde Cambout seinen Namen von der äußeren Gestalt des Ortes als „La courbe du bois“, deutsch Die Kurve des Waldes, erhalten haben. Zweifellos war der Seigneur Besitzer eines Teils des Waldes, von der hügeligen Lage angezogen und baute dort seine Burg. So lebte dort im 12. Jahrhundert Sire Alain (Sire Alain de la courbe du bois oder Cambout).
Am 13. Januar 1866 wurde der Ort auf Grund eines kaiserlichen Dekrets als eigene Gemeinde eingerichtet. Vorher war der Ort ein Teil von Plumieux.

## Bevölkerungsentwicklung
| Le Cambout: Einwohnerzahlen von 1872 bis 2020                                                                              | Le Cambout: Einwohnerzahlen von 1872 bis 2020 | Le Cambout: Einwohnerzahlen von 1872 bis 2020 | Le Cambout: Einwohnerzahlen von 1872 bis 2020 | Le Cambout: Einwohnerzahlen von 1872 bis 2020 |
| --- | --------------------------------------------- | --------------------------------------------- | --------------------------------------------- | --------------------------------------------- |
| Jahr |                                               |                                               |                                               | Einwohner                                     |
| 1872 | 1872                                          |                                               | 972                                           | 972                                           |
| 1876 | 1876                                          |                                               | 1.017                                         | 1.017                                         |
| 1881 | 1881                                          |                                               | 1.037                                         | 1.037                                         |
| 1886 | 1886                                          |                                               | 1.038                                         | 1.038                                         |
| 1891 | 1891                                          |                                               | 1.077                                         | 1.077                                         |
| 1896 | 1896                                          |                                               | 1.062                                         | 1.062                                         |
| 1901 | 1901                                          |                                               | 1.086                                         | 1.086                                         |
| 1906 | 1906                                          |                                               | 1.130                                         | 1.130                                         |
| 1911 | 1911                                          |                                               | 1.131                                         | 1.131                                         |
| 1921 | 1921                                          |                                               | 1.016                                         | 1.016                                         |
| 1926 | 1926                                          |                                               | 933                                           | 933                                           |
| 1931 | 1931                                          |                                               | 887                                           | 887                                           |
| 1936 | 1936                                          |                                               | 902                                           | 902                                           |
| 1946 | 1946                                          |                                               | 837                                           | 837                                           |
| 1954 | 1954                                          |                                               | 808                                           | 808                                           |
| 1962 | 1962                                          |                                               | 811                                           | 811                                           |
| 1968 | 1968                                          |                                               | 718                                           | 718                                           |
| 1975 | 1975                                          |                                               | 599                                           | 599                                           |
| 1982 | 1982                                          |                                               | 548                                           | 548                                           |
| 1990 | 1990                                          |                                               | 549                                           | 549                                           |
| 1999 | 1999                                          |                                               | 526                                           | 526                                           |
| 2006 | 2006                                          |                                               | 544                                           | 544                                           |
| 2013 | 2013                                          |                                               | 452                                           | 452                                           |
| 2020 | 2020                                          |                                               | 414                                           | 414                                           |
| Quelle(n): EHESS/Cassini bis 1999, INSEE ab 2006 Anmerkung(en): Ab 1962 offizielle Zahlen ohne Einwohner mit Zweitwohnsitz |                                               |                                               |                                               |                                               |

## Sehenswürdigkeiten
- Kirche Sainte-Anne aus dem ausgehenden 19. Jahrhundert
- Herrenhaus La Ville Jégu aus dem 15. Jahrhundert, im 20. Jahrhundert denaturiert
- Herrenhaus in der Rue Alain de Coislin mit Ursprüngen aus dem 15. Jahrhundert, im 20. Jahrhundert größtenteils neu gebaut